# テレメール
テレメールは、株式会社フロムページが運営するインターネット（パソコン・携帯電話・スマートフォン）や電話で資料請求ができるシステム。国公立大学・私立大学・短期大学・専門学校のパンフレットや願書の取り寄せに広く利用されている。

## 特徴・利用方法
- 初めてテレメールを利用するときに4桁の数字のパスワードを登録する。
- パスワードと資料配送先の郵便番号で利用者が識別され、2回目からの利用時には住所・氏名等を入力せずに資料が請求できる。
- 電話からの請求や一部のインターネットからの請求では資料請求番号という請求を希望する資料を特定する6桁の数字が必要となる。
- 一部を除き、請求を希望する学校・資料の選択ができるウェブサイトからの請求では資料請求番号は不要である。
- テレメールのサービスに対応している資料請求方法には、「テレメールマーク」がついている。
- 資料請求方法
  - パソコン・携帯電話・スマートフォンから：インターネットでテレメールのサイトから請求する。
  - 一般電話から：IP電話に電話をかけ、自動音声ガイダンスに従って請求する。

## 利用例
- 全国学校案内資料管理事務センター
  - テレメールを利用して全国の国公立大学・私立大学の願書を請求できるカタログを発行している。
- 全国の国公立大学・短期大学、多くの私立大学・短期大学の公式サイトで資料請求方法として利用されている[1]。